# Giovanni Spezzaferri
Giovanni Spezzaferri (Lecce, 11 settembre 1888 – Lodi, 1º febbraio 1963) è stato un compositore italiano.

## Biografia
Compì gli studi musicali a Pesaro, dove fu allievo di Amilcare Zanella, Agostini, Cigognani e Villanis, diplomandosi al Conservatorio in pianoforte e composizione nel 1913. Per tre anni fu direttore di una Scuola musicale a Lecce e nel 1916, giunto a Lodi per ragioni militari e poi professionali, gettò le basi per la creazione dell'Istituto Musicale F. Gaffurio, intitolato al compositore e teorico laudense del XV secolo Franchino Gaffurio.
Sotto l'impulso della guida di Spezzaferri, la scuola crebbe rapidamente sino a divenire Civico Istituto. In questa attività fu affiancato dal fratello Gaetano, promettente violinista morto giovanissimo per una epidemia di spagnola, e successivamente dal figlio Laszlò Spezzaferri, che diverrà buon violoncellista e compositore.
Apprezzato musicista, vivace e attento conoscitore del panorama culturale italiano, organizzatore di eventi, diede vita nel 1928 a Lodi alla "Rassegna nazionale di Musica", una serie di appuntamenti musicali rivolti ai principali autori della musica contemporanea: Renzo Bossi, Franco Alfano, Riccardo Zandonai, Francesco Cilea, Ottorino Respighi.
L'ottima riuscita dell'iniziativa ebbe una vasta eco nazionale, e Spezzaferri venne ritenuto figura di primo piano come musicista e didatta: nel 1930 fu nominato direttore dell'Istituto Musicale "Nicolini" di Piacenza, incarico che ricoprì per oltre 20 anni, durante i quali l'Istituto raggiunse l'equiparazione con i conservatori statali.
Stimato negli ambienti accademici, nel 1933 fu eletto membro dell'Accademia Filologica Italiana; dal 1947 tenne la Presidenza del Sindacato delle Scuole di Musica; nel 1950 fu il promotore del I Congresso nazionale musicale del dopoguerra, tenutosi a Verona, dove il figlio Laszlò era stato chiamato a dirigere l'Istituto Musicale - poi "Conservatorio" - Dall'Abaco, incarico che mantenne sino al 1982.
Nel 1952 fu segretario per la Lombardia del Sindacato nazionale musicisti e nel 1953 ricevette la laurea honoris causa in Lettere dall'Università di Parigi; nel 1955 è premiato dal Presidente della Repubblica per "benemerenze nell'arte, nella cultura e nella scuola".
All'attività didattica e compositiva affiancò anche quella di critico e giornalista e fu direttore dei periodici Evoluzione musicale di Pesaro e Arti di Lodi.
Fu Direttore del Conservatorio Giuseppe Nicolini di Piacenza fino al 1954.

## Opere principali

### Opere teatrali
- L'incantesimo (1908);
- Velba (1909);
- Wanda (1912);
- Venere Medicea (1925);
- La danzatrice di Khali (1947).

### Composizioni sacre
- Frate sole (1926);
- Poema gregoriano (1933);
- Caterina da Siena (1947);
- L'immacolata (1954).

### Con orchestra
- Adagio e scherzo (1909);
- Contemplazione (1907);
- Ouverture (1908);
- Sinfonia eroica; (1909);
- Elegia e Baccanale (1913);
- Ode a Margherita per orchestra e voci femminili (1926);
- Sinfonia II (1936);
- Poema elegiaco per violino e orchestra (1938);
- Poema gioioso (1941);
- Paesaggio lombardo (1943);
- Partita per archi (1951);
- Concerto per arpa, corno e archi (1952).

### Musica da camera
- Quartetto in sol minore, per violino, viola, violoncello e pianoforte (1914);
- Suite per flauto, oboe, clarinetto e fagotto (1928);
- Trii per violino, violoncello e pianoforte (1925, 1934);
- Canti sinfonetici per violino e pianoforte (1920);
- Quadri adriatici per violino e pianoforte (1936).

### Opere pianistiche
- Esistenza di giglio (1906);
- Romanza senza parole (1906);
- Cinque composizioni facili (1908);
- Pezzi lirici (1913);
- Minuetto all'antica (1927);
- Ballata (1928);
- Momenti musicali (1929);
- Lettere a un'ignota (1931);
- Epitalamio (1937);
- Ritmi per saggi ginnici (1939);
- Colloqui (1939-40);
- Tre pezzi fantastici (1940);
- Tre miniature (1951).

### Varie
- Sonate e composizioni per violino, e per violoncello, liriche e composizioni per canto e pianoforte.